# Sin After Sin
Albums de Judas Priest
Sad Wings of Destiny
(1976) Stained Class
(1978)
Singles
1. Diamonds and Rust
Sortie : 23 avril 1977

Sin After Sin est le troisième album du groupe de heavy-metal anglais Judas Priest. Il est sorti le 8 avril 1977 sur les labels CBS Records en Europe et Columbia Records pour l'Amérique du Nord et fut produit par Roger Glover.

## Historique
Peu satisfait du travail de leur label Gull Records, le groupe se cherche un nouveau label pour son troisième album studio. L'album précédent, Sad Wings of Destiny  avait retenu l'attention de CBS Records qui remporta la mise et signa le groupe. Pour casser son contrat avec Gull records, le groupe sera obligé de renoncer aux droits sur ses deux premiers album et toutes les démos enregistrées jusque-là.
Les répétitions des titres pour le nouvel album se déroulèrent fin 1976 aux Pinewood Studios dans le comté du Buckinghamshire. C'est à ce moment que le batteur, Alan Moore, décide de quitter le groupe. Après avoir loué les services du batteur de session, Simon Phillips (à peine âgé de 20 ans à l'époque), l'enregistrement put se dérouler dans les Rampart Studios, fief des Who à Battersea dans le sud-ouest de Londres. Le groupe voulait d'abord produire l'album lui-même, mais CBS lui suggéra de prendre un producteur expérimenté, et le choix tomba sur Roger Glover (Deep Purple).
Cet album marqua un tournant dans la discographie du Priest, il délaisse peu à peu le hard rock des débuts pour se tourner vers le heavy metal qui fera la réputation du groupe. Le groupe enregistra une nouvelle version de la chanson Diamonds and Rust de Joan Baez qui sera choisie comme l'unique single tiré de l'album. Il s'y était déjà attelé auparavant mais le titre n'est jamais paru sur un album, il faudra attendre la réédition 2011 de l'album Rocka Rolla pour entendre une version démo de la chanson. le titre Dissident Agressor sera repris en 1988 par le groupe de thrash metal américain Slayer sur l'album South of Heaven.
Il se classa à la 23e place des charts britanniques et fera une rapide apparition (1 semaine) à la 49e place des charts suédois. À la suite du succès de Judas Priest aux États-Unis, il y sera certifié disque d'or en novembre 1989.
Sa réédition en 2001, propose deux titres bonus, Race With the Devil une reprise du groupe anglais The Gun enregistrée pendant les sessions de l'album Stained Class et une version du titre Jawbreaker enregistrée en public le 5 mai 1984 à Long Beach en Californie.

## Liste des titres
Face 1
| No | Titre                   | Auteur                         | Durée |
| -- | ----------------------- | ------------------------------ | ----- |
| 1. | Sinner                  | Rob Halford, Glenn Tipton      | 6:43  |
| 2. | Diamonds and Rust       | Joan Baez                      | 3:23  |
| 3. | Starbreaker             | Halford, K. K. Downing, Tipton | 4:47  |
| 4. | Last Rose of the Summer | Halford, Tipton                | 5:38  |

Face 2
| No | Titre                           | Auteur                   | Durée |
| -- | ------------------------------- | ------------------------ | ----- |
| 1. | Let Us Prey/Call for the Priest | Halford, Downing, Tipton | 6:14  |
| 2. | Raw Deal                        | Halford, Tipton          | 5:38  |
| 3. | Here Come the Tears             | Halford, Tipton          | 4:36  |
| 4. | Dissident Agressor              | Halford, Downing, Tipton | 3:06  |

Titres bonus réédition 2001
| No | Titre                                                        | Auteur                   | Durée |
| -- | ------------------------------------------------------------ | ------------------------ | ----- |
| 1. | Race With the Devil (reprise du groupe The Gun)              | Adrian Gurvitz           | 3:06  |
| 2. | Jawbreaker (enregistré en public à Long Beach le 5 mai 1984) | Halford, Downing, Tipton | 4:02  |

## Musiciens
Judas Priest
- Rob Halford : chant
- K. K. Downing : guitare solo & rythmique
- Glenn Tipton : guitare solo & rythmique, piano
- Ian Hill : basse

Musicien additionnel
- Simon Phillips : batterie, percussions

## Charts et certification
| Pays        | Durée du classement | Meilleur classement |
| ----------- | ------------------- | ------------------- |
| Royaume-Uni | 6 semaines          | 23e                 |
| Suède       | 1 semaine           | 49e                 |

| Pays       | Certification | Ventes    | Date             |
| ---------- | ------------- | --------- | ---------------- |
| États-Unis | Or            | 500 000 + | 10 novembre 1989 |